# Gai Sulpici Camerí
Gai Sulpici Camerí (llatí: Caius Sulpicius Camerinus) va ser un magistrat romà. Formava part de la gens Sulpícia, una antiga família romana d'origen patrici.
Va ser elegit tribú amb poder consolar el 382 aC i censor el 380 aC. Aquesta darrera magistratura la va exercir juntament amb Espuri Postumi Albí Regil·lense, però quan aquest va morir, Camerí va renunciar i no es va realitzar el cens.